# 山野太一
山野 太一（やまの たいち、1999年3月24日 - ）は、山口県吉敷郡小郡町（現：山口市）出身のプロ野球選手（投手）。左投左打。東京ヤクルトスワローズ所属。

## 経歴

### プロ入り前
小学1年生の時に地元の野球チーム、小郡少年野球団に入り野球を始めた。高川学園中学校では高川学園リトルシニアに所属していたが、同級生に比べても体が小さく、投手志望だったがセンターを守っていた。高川学園高等学校に進学してからは1年生の時には160cmしかなかった身長が3年生になると170cmまで伸び、野球の実力も伸びていった。エースとして3年夏の山口県大会で優勝し、創部初の甲子園出場を決めた。しかし初戦の履正社高等学校戦で敗れた。対戦投手の寺島成輝との実力の差を痛感し、寺島がドラフト1位でヤクルトにプロ入りしたのを見て、いつか投げ勝ちたいとプロ入りを意識するようになった。
東北福祉大学に入学すると、1年春から先発起用されて仙台六大学リーグにて6戦4勝0敗と活躍し、新人賞を受賞。1年秋は左肩を痛め1試合のみの登板だった。2年秋は相手のマークもあり好成績を残せなかったが、3年春には5試合（36回）を投げ5勝、51奪三振、防御率0.00の成績を残しチームを3季連続優勝に導いた。個人としてはリーグMVP、最優秀投手賞、ベストナインの三冠に輝いた。大学の同学年に元山飛優、1学年上に津森宥紀、中学・高校・大学の1学年後輩には椋木蓮がいる。大学では大塚光二が監督を務め指導を受けていた。
2020年10月26日に開催されたプロ野球ドラフト会議においてヤクルトから2位指名を受け、11月24日に契約金7000万円、年俸1100万円で仮契約を結んだ。背番号は21。また元山もヤクルトから4位指名を受け入団した。

### ヤクルト時代
2021年は4月1日の対横浜DeNAベイスターズ戦でプロ初先発を果たすが、守備の乱れなどが絡み1回1/3を7失点で降板した。7回にチームが追い付き、黒星はつかなかった。その後は上半身のコンディション不良により一軍登板なしでシーズンを終えた。
2022年は一軍での登板機会はなく、シーズン終了後の10月18日に育成再契約を前提とした戦力外通告を受けた。11月16日に育成選手として再契約した。背番号は013。
2023年は、7月13日までにイースタン・リーグで10試合に登板し、2勝2敗、防御率1.52と結果を残し、7月14日に支配下登録された。背番号は26。8月1日の巨人戦で852日ぶり2度目の一軍登板として先発し7回を被安打4・無失点の好投でプロ初勝利を挙げた。
2024年は、6月12日の福岡ソフトバンクホークス戦でシーズン初登板し、ルーキーの鈴木叶とのバッテリーで7回5安打1失点の好投を見せ勝利を挙げた。その後は1回1/3を9失点で降板する試合もあるなどなかなか勝利を挙げられず、一時は中継ぎで起用されていたが、9月13日の巨人戦では先発としてプロ入り後最長となる8回104球を投げ4安打2失点で本拠地神宮球場での初勝利を挙げた。シーズン最終戦となる10月5日の広島東洋カープ戦にも先発した。この年の最終的な成績は14試合（10先発）の登板で3勝4敗、防御率6.08となり、12月6日に500万円増の推定年俸1400万円で契約を更改した。

## 選手としての特徴・人物
相手打者がタイミングの取りにくいゆったりとした投球フォームから、最速150km/hの直球とスライダー等、多彩な変化球を投げる。大学時代は公式戦70回連続無失点を記録し、リーグ通算22勝0敗と圧巻の成績を残した。
愛称は「山ちゃん」。

## 詳細情報

### 年度別投手成績
| 年 度     | 球 団     | 登 板 | 先 発 | 完 投 | 完 封 | 無 四 球 | 勝 利 | 敗 戦 | セ 丨 ブ | ホ 丨 ル ド | 勝 率 | 打 者 | 投 球 回 | 被 安 打 | 被 本 塁 打 | 与 四 球 | 敬 遠 | 与 死 球 | 奪 三 振 | 暴 投 | ボ 丨 ク | 失 点 | 自 責 点 | 防 御 率 | W H I P |
| --------- | --------- | ----- | ----- | ----- | ----- | -------- | ----- | ----- | -------- | ----------- | ----- | ----- | -------- | -------- | ----------- | -------- | ----- | -------- | -------- | ----- | -------- | ----- | -------- | -------- | ------- |
| 2021      | ヤクルト  | 1     | 1     | 0     | 0     | 0        | 0     | 0     | 0        | 0           | ----  | 12    | 1.1      | 5        | 0           | 2        | 0     | 1        | 3        | 0     | 0        | 7     | 7        | 47.25    | 5.25    |
| 2023      | ヤクルト  | 5     | 5     | 0     | 0     | 0        | 1     | 3     | 0        | 0           | .250  | 112   | 26.0     | 25       | 2           | 11       | 2     | 1        | 15       | 0     | 1        | 13    | 12       | 4.15     | 1.38    |
| 2024      | ヤクルト  | 14    | 10    | 0     | 0     | 0        | 3     | 4     | 0        | 0           | .429  | 217   | 50.1     | 59       | 8           | 12       | 3     | 2        | 32       | 0     | 0        | 38    | 34       | 6.08     | 1.41    |
| 通算：3年 | 通算：3年 | 20    | 16    | 0     | 0     | 0        | 4     | 7     | 0        | 0           | .364  | 341   | 77.2     | 89       | 10          | 25       | 5     | 4        | 50       | 0     | 1        | 58    | 53       | 6.14     | 1.47    |

- 2024年度シーズン終了時

### 年度別守備成績
| 年 度 | 球 団    | 投手  | 投手  | 投手  | 投手  | 投手  | 投手     |
| 年 度 | 球 団    | 試 合 | 刺 殺 | 補 殺 | 失 策 | 併 殺 | 守 備 率 |
| ----- | -------- | ----- | ----- | ----- | ----- | ----- | -------- |
| 2021  | ヤクルト | 1     | 0     | 0     | 0     | 0     | ----     |
| 2023  | ヤクルト | 5     | 0     | 6     | 0     | 0     | 1.000    |
| 2024  | ヤクルト | 14    | 1     | 8     | 1     | 0     | .900     |
| 通算  | 通算     | 20    | 1     | 14    | 1     | 0     | .938     |

- 2024年度シーズン終了時

### 記録
初記録
投手記録
- 初登板・初先発登板：2021年4月1日、対横浜DeNAベイスターズ3回戦（横浜スタジアム）、1回1/3を7失点で勝敗つかず
- 初奪三振：同上、1回裏に桑原将志から空振り三振
- 初勝利・初先発勝利：2023年8月1日、対読売ジャイアンツ14回戦（東京ドーム）、7回4安打無失点2奪三振[18][28]

打撃記録
- 初打席：2021年4月1日、対横浜DeNAベイスターズ3回戦（横浜スタジアム）、2回表に上茶谷大河から投ゴロ
- 初安打：2023年8月1日、対読売ジャイアンツ14回戦（東京ドーム）、3回表に菅野智之から中前安打[29]
- 初打点：2024年7月3日、対横浜DeNAベイスターズ13回戦（横浜スタジアム）、2回表に濵口遥大から投前スクイズ

### 背番号
- 21（2021年[11] - 2022年）
- 013（2023年[16] - 2023年7月13日）
- 26（2023年7月14日[17] - ）

### 登場曲
- 「Love Me Do」ザ・ビートルズ（2021年 - ）